# Nikolaus Bantleon

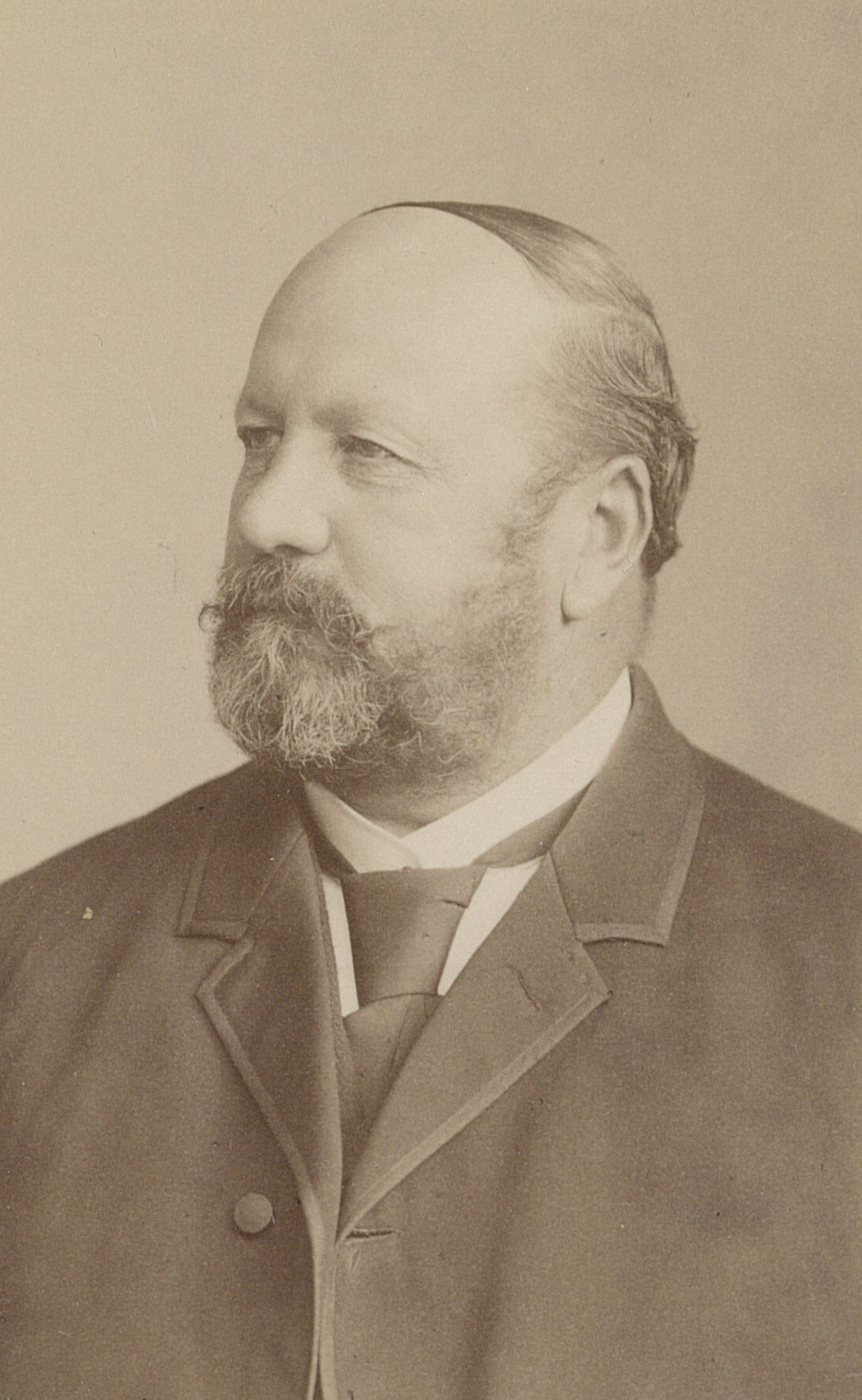
Nikolaus Bantleon, Foto von Julius Cornelius Schaarwächter

Nikolaus von Bantleon (* 1. Juni 1838 in Kuchen; † 13. Dezember 1928 in Waldhausen) war Landwirt, Landtagsabgeordneter und Mitglied des Deutschen Reichstags. 

## Leben
Bantleon besuchte die Volksschule und war Guts- und Bierbrauereibesitzer (Brauerei zum schwarzen Roß in Geislingen). Weiter war er Vorstand des landwirtschaftlichen Vereins Geislingen. Seit 1883 Mitglied der Zweiten Kammer des Württembergischen Landtages für die Deutsche Partei, zunächst als Vertreter des Bezirks Heidenheim. In der Legislaturperiode 1906 bis 1912 war er Alterspräsident des Landtags.
Ab 1893 war er Mitglied des Deutschen Reichstags für den Wahlkreis Württemberg 14 (Ulm, Heidenheim, Geislingen). Sein Mandat wurde am 8. Februar 1895 für ungültig erklärt.

## Ehrungen
- 1906 Ritterkreuz 1. Klasse des Friedrichs-Ordens
- 1911 Ernennung zum Ehrenbürger der Gemeinde Waldhausen
- 1911 Orden der Württembergischen Krone, welcher mit dem persönlichen Adelstitel verbunden war